# Alomanzia
L'alomanzia era un'arte divinatoria basata sull'interpretazione del sale.
Il nome deriva dal greco ἅλς (háls, sale) e μαντεία (mantéia, divinazione) attraverso il latino medievale halomantia.
Questa pratica era in uso nel paganesimo ed è citata da Omero, che definisce "divino" il sale.
Si poteva praticare in diversi modi: spargendo il sale su una superficie piana e interpretando i simboli che prendevano forma in questo modo, gettando il sale nel fuoco e interpretando gli scoppiettii, oppure interpretando eventi fortuiti come il sale dimenticato, la saliera rovesciata; in particolare, era ritenuto un cattivo presagio se un commensale si addormentava prima che le saliere fossero sparecchiate. Probabilmente da questa pratica ha avuto origine la nota superstizione secondo la quale rovesciare il sale porterebbe sfortuna.